# 牛込区

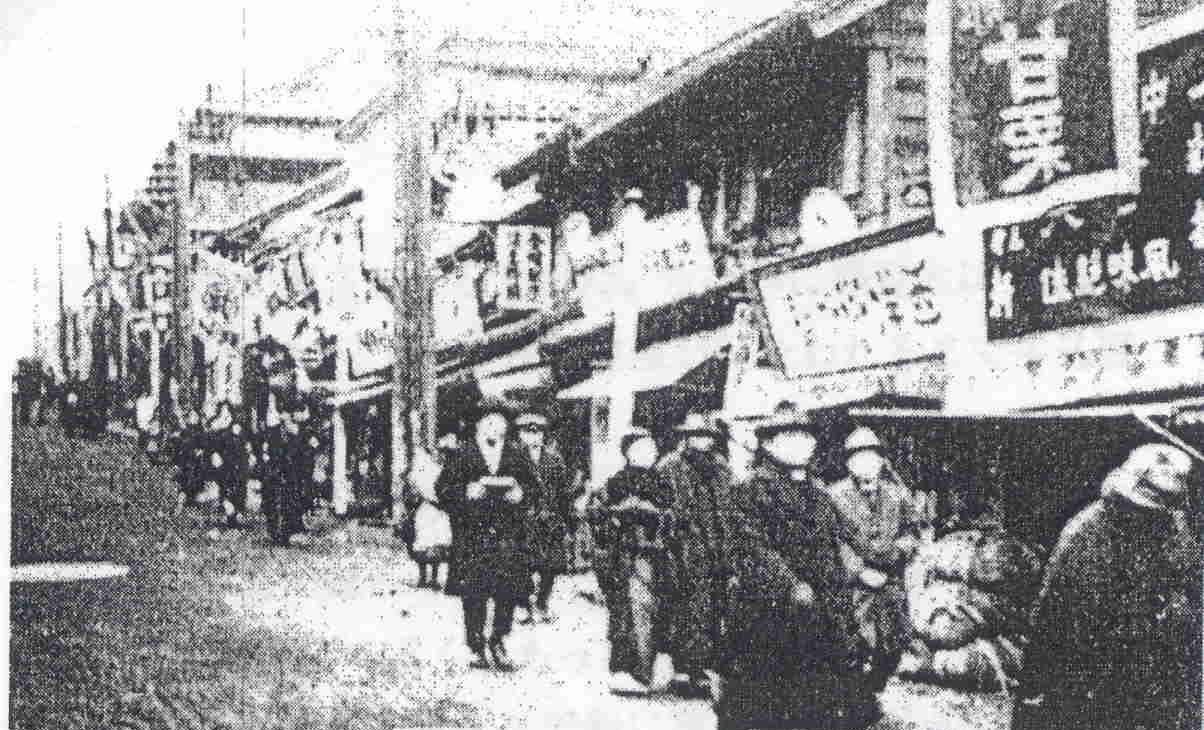
神楽坂（1908年）

牛込区（うしごめく、旧字体：牛込󠄁區）は、東京府東京市（後に東京都）にかつて存在した区である。1878年（明治11年）から1947年（昭和22年）までの期間（東京15区及び35区の時代）に存在した。現在の新宿区の一部である。

## 歴史
区名は、古くに牛の牧場があり、牛が多くいたことから、「牛」が「込」（多く集まる）に由来するとされる。
- 1878年（明治11年）11月2日 - 郡区町村編制法により、以下の区域をもって東京府牛込区が発足。
  - 現存する町丁（「牛込」及び「大久保」の冠称は1911年廃止。「市ヶ谷」は「市谷」に変更。ただし、片町、河田町、富久町は冠称を廃止）
    - 市ヶ谷加賀町一丁目、市ヶ谷加賀町二丁目、市ヶ谷片町、市ヶ谷河田町、市ヶ谷甲良町、市ヶ谷砂土原町一丁目、市ヶ谷砂土原町二丁目、市ヶ谷砂土原町三丁目、市ヶ谷鷹匠町、市ヶ谷田町一丁目、市ヶ谷田町二丁目、市ヶ谷田町三丁目、市ヶ谷田町四丁目、市ヶ谷富久町、市ヶ谷仲之町、市ヶ谷八幡町、市ヶ谷船河原町、市ヶ谷本村町、市ヶ谷柳町、市ヶ谷山伏町、牛込赤城下町、牛込赤城元町、牛込揚場町、牛込岩戸町、牛込榎町、牛込改代町、牛込喜久井町、牛込北町、牛込北山伏町、牛込細工町、牛込下宮比町、牛込白銀町、牛込水道町、牛込箪笥町、牛込築地町、牛込筑土八幡町、牛込天神町、牛込中里町、牛込納戸町、牛込西五軒町、牛込二十騎町、牛込馬場下町、牛込払方町、牛込原町一丁目、牛込原町二丁目、牛込原町三丁目、牛込東榎町、牛込東五軒町、牛込袋町、牛込弁天町、牛込南榎町、牛込南町、牛込南山伏町、牛込山吹町、牛込矢来町、牛込横寺町、牛込若松町、牛込若宮町、牛込早稲田町、牛込早稲田南町、大久保余丁町

  - 改称して現存する町丁
    - 市ヶ谷左内坂町（現市谷左内町）
    - 市ヶ谷長延寺谷町（現市谷長延寺町）
    - 市ヶ谷薬王寺前町（現市谷薬王寺町）
    - 牛込津久土前町（現津久戸町）
    - 牛込仲町（現中町）

  - 現存しない町丁
    - 市ヶ谷田町四丁目（現市谷本村町）
    - 市ヶ谷谷町（現住吉町、市谷台町）
    - 牛込神楽町一丁目、牛込神楽町二丁目、牛込神楽町三丁目、牛込上宮比町、牛込肴町、牛込通寺町（現神楽坂）
    - 牛込三十人町（現若松町、原町三丁目）
    - 牛込下戸塚町、牛込破損町（戸山町を経て、現戸山）
    - 牛込早稲田北町（現早稲田町）
    - 牛込高田町（現西早稲田）
- 1879年（明治12年）4月 - 市ヶ谷七軒町（現四谷本塩町の一部）を四谷区に編入。
- 1880年（明治13年）9月 - 小石川区新小川町一丁目、新小川町二丁目、新小川町三丁目（現新小川町）を編入。市ヶ谷本村町の一部、市ヶ谷片町を四谷区に編入。
- 1880年（明治13年） - 南豊島郡下戸塚村の一部を牛込馬場下町と牛込若松町に編入。
- 1889年（明治22年）5月1日 - 市制、町村制の施行に伴う東京市の設置により、南豊島郡早稲田村を編入。のちに編入された区域に早稲田鶴巻町を設置。
- 1921年（大正10年）10月 - し尿処理が公営化される。料金は1荷（2樽）で10銭[1]。
- 1923年（大正12年） - 下戸塚町・破損町が戸山町となる。
- 1932年（昭和07年） - 近隣82町村を編入、東京市も35区となる。
- 1943年（昭和18年）7月1日 - 東京都制施行により、東京都牛込区となる。
- 1947年（昭和22年）3月15日 - 東京都区部の制定で四谷区、淀橋区と合併し、東京都新宿区となる。
  - 牛込区役所は合併当初、新宿区役所として利用されたが、1950年に歌舞伎町の新庁舎竣工により移転。移転後は新宿区箪笥町特別出張所として残り、その後新宿区牛込箪笥区民センターとして区役所出張所・ホールを併設して今も同地に残った。

## 交通

### 鉄軌道
- 王子電気軌道（現東京都電車）
  - 32系統（現荒川線） ： 早稲田停留場 - 面影橋停留場
- 東京都電車
  - お茶の水線、江戸川線、角筈線、牛込線、市ヶ谷線、富坂線（廃線）

神楽坂駅、早稲田駅（東京メトロ東西線）、飯田橋駅（有楽町線・南北線）、市ケ谷駅（有楽町線・南北線）、西早稲田駅（副都心線）、曙橋駅（都営地下鉄新宿線）、牛込神楽坂駅、牛込柳町駅、若松河田駅（大江戸線）は開業していなかった。

## 教育機関

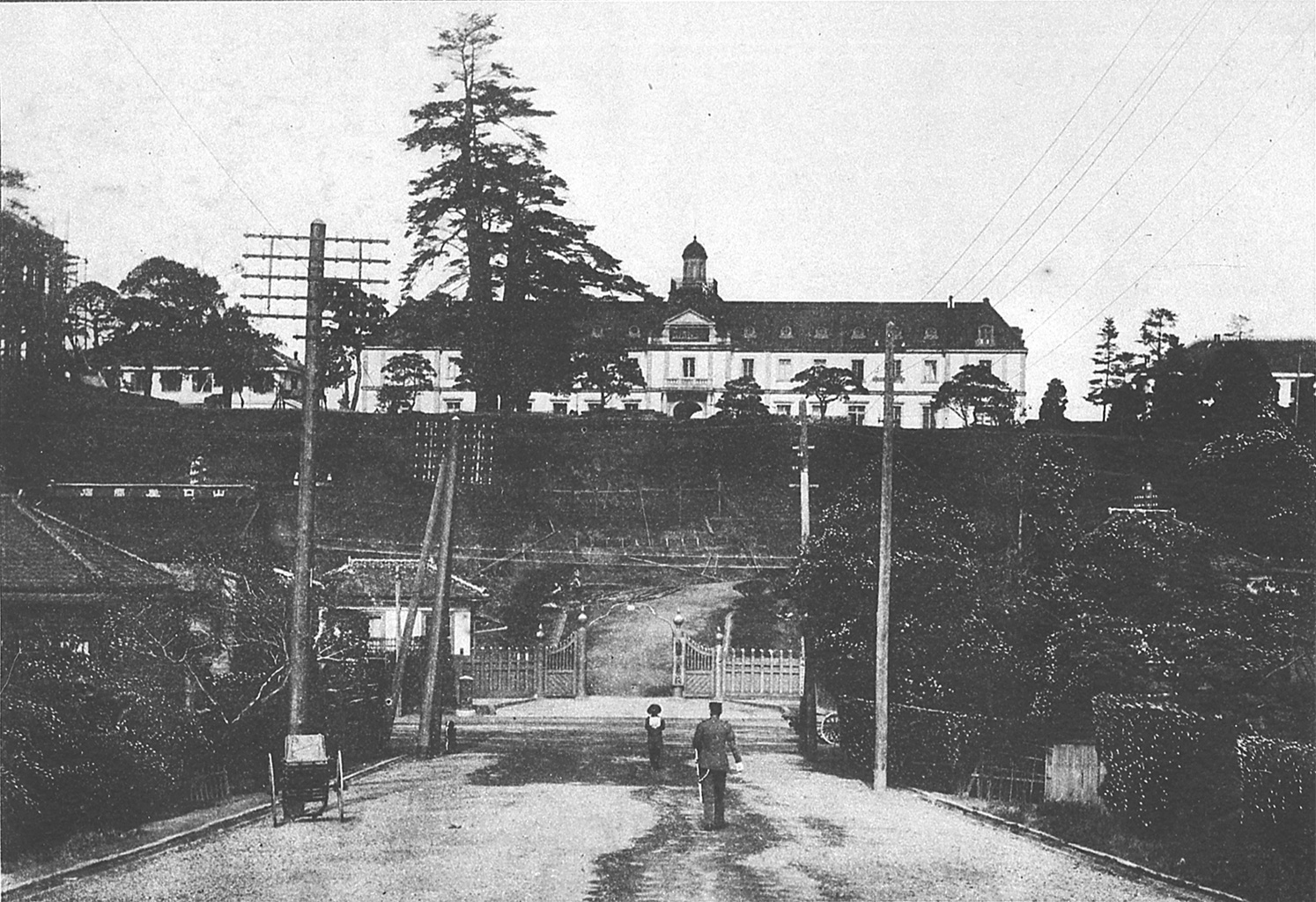
陸軍士官学校（1907年）

- 陸軍士官学校
- 陸軍戸山学校
- 陸軍砲工学校
- 陸軍経理学校
- 東京陸軍幼年学校
- 第一早稲田高等学院
- 東京物理学校
- 東京女子医学専門学校
- 東京府立第四中学校
- 成城中学校
- 早稲田中学校
- 成女高等女学校
- 岩佐高等女学校
- 牛込高等女学校
- 早稲田実業学校
- 東京学院
- 日本女子薬学校
- 日本聾話学校

## 著名な出身者
現新宿区の著名な出身者については新宿区を参照
- 鳩山一郎 - 政治家、弁護士
- 犬養健 - 政治家、小説家
- 小川是 - 銀行家、大蔵官僚。大蔵事務次官
- 長岡實 - 官僚、大蔵事務次官
- 久我誠通 - 旧華族、久我家当主
- 漣健児 - シンコーミュージック・エンタテイメント会長、訳詞家
- 石黒孝次郎 - レストランクレッセントの創立者、古美術商
- 増田通二 - パルコ会長
- 倉田三郎 - 画家
- 藤田嗣治 - 画家、彫刻家
- 斎藤素巌 - 彫刻家、日本芸術院会員
- 細谷千博 - 国際政治学者
- 田島錦治 - 経済学者
- 山田肇 - 演劇学者
- 田中啓爾 - 地理学者
- 野口武徳 - 社会人類学者
- 吉村信吉 - 湖沼学者
- 大久保利謙 - 歴史学者
- 山上八郎 - 歴史学者、軍事学者
- 松田壽男 - 東洋史家
- 山内義雄 - フランス文学者
- 西條八十 - 詩人、フランス文学者
- 金子幸彦 - ロシア文学者
- サトウハチロー - 詩人
- 見學玄 - 俳人
- 平山三郎 - 小説家
- 城戸禮 - 小説家
- 堤千代 - 小説家
- 色川武大 - 小説家、エッセイスト、雀士
- 大岡昇平 - 小説家、評論家、フランス文学の翻訳家、研究者
- 杉本苑子 - 小説家
- 香山滋 - 小説家
- 竹田真砂子 - 小説家
- 小林清之介 -児童文学作家 、俳人
- 松村喜雄 - 推理小説評論家、推理作家、翻訳家
- 大坪砂男 - 推理作家
- 山崎洋 - 翻訳家、ユーゴスラビア研究者
- 茅原華山 - 評論家、ジャーナリスト
- 新堀俊明 - アナウンサー、ニュースキャスター、ジャーナリスト
- 竹中労 - ルポライター、アナーキスト、評論家
- 久保覚 - 編集者、文化活動家
- 夏目純一 - ヴァイオリニスト、夏目漱石の長男
- 夏目伸六 - 随筆家、夏目漱石の次男
- 高梨豊 - 写真家
- 筒美京平 - 作曲家
- 外山雄三 - 作曲家、指揮者
- 朝比奈隆 - 指揮者
- 乙骨三郎 - 作詞家
- 窪田章一郎 - 歌人
- 猪俣勝人 - 脚本家、映画監督
- 山田稔 - 映画監督
- 川頭義郎 - 映画監督
- 橘祐典 - 映画監督
- 長谷部安春 - 映画監督
- 二代目玉川勝太郎 - 浪曲師
- 塩沢とき - 女優
- 緒形拳 - 俳優
- 久我美子 - 女優
- 坪内ミキ子 - 女優
- 川津祐介 - 俳優
- 西條康彦 - 俳優
- 渋沢詩子 - 女優、声優
- 菅井きん - 女優
- 北村英三 - 俳優、演出家
- 上原謙 - 俳優
- 水谷八重子 - 女優
- 松本染升 - 俳優、歌舞伎役者
- 野添ひとみ - 女優
- 結城一朗 - 俳優、演劇プロデューサー
- 相沢治夫 - 俳優
- 伊藤慶子 - 女優
- 織田政雄 - 俳優
- 浜田光夫 - 俳優
- 清水将夫 - 俳優
- 滝沢修 - 俳優、演出家
- 川村花菱 - 劇作家、演出家、脚本家
- 高橋昌也 - 俳優、演出家
- 清元榮壽郎 - 清元節三味線方
- 柳家小三治 - 落語家
- 林光 - 作曲家
- 生方良雄 - 鉄道研究家
- 本郷高徳 - 造園家、造園学者、教育者
- 井上早苗 - 女子テニス選手
- 尾澤豊太郎 - 薬剤師
- 尾澤良助 - 薬剤師、東京市牛込区会議員

## 関連書籍
- 東京市牛込区 『牛込区史』 1930年